# Galdan Tseren
Pour les articles homonymes, voir Galdan Boshugtu Khan.
 (juillet 2017).
Si vous disposez d'ouvrages ou d'articles de référence ou si vous connaissez des sites web de qualité traitant du thème abordé ici, merci de compléter l'article en donnant les références utiles à sa vérifiabilité et en les liant à la section « Notes et références ».
Galdan Tseren (mongol : ᠭᠠᠯᠳᠠᠨᠴᠡᠷᠢᠩ, cyrillique : Галданцэрэн ; chinois simplifié : 噶尔丹策棱 ; chinois traditionnel : 噶爾丹策棱 ; pinyin : gá'ěrdān cèlèng), né en 1695 et décédé en 1745, est un prince Dzoungar-Oïrat du Khanat dzoungar.

## Biographie
Il succède à son père, Tsewang Rabtan, dont il est le fils aîné, lorsque celui-ci se fait assassiner en 1727 par des lamas qui lui en voulaient pour la dévastation du Tibet en 1717-1720. Il continue la guerre contre la Dynastie Qing, mandchoue qui dirige alors la Chine.
À partir de 1720, sous le règne de son père, le rapport entre Dzoungars et l'Empire russe s'améliore et les relations commerciales fleurissent pendant 30 ans. Les Russes se voient notamment octroyés, sous le règne de Galdan Tseren, des privilèges aux commerçants russes, et en favorise la construction de dépôts et en en assurant leur sécurité. L’économie du khanat de Dzoungarie en est favorisée.
Le traité de Kiakhta signé entre juin et novembre 1727 entre la Chine impériale de la Dynastie Qing mandchoue, alors dirigée par Yongzheng et l'Empire russe alors dirigé par le tsar Pierre II de Russie, sont des accords commerciaux fixant la frontière entre la Sibérie russe et les territoires Qing de Mongolie et de Mandchourie.
Vers 1726 ou 1728, il a un premier fils, Lama Darjaa (mongol : Лхамдаржаа), mais il désignera Tséwang Dordji Namgyal, son second fils, né en 1732, pour lui succéder, ce qui provoquera une dispute de succession entre ses trois fils.
La troisième guerre Dzoungar-Qing éclate au printemps 1729. Les Mandchous se font aider par les Khalkhas, devenus leurs alliés après avoir été envahis un peu plus tôt par Tsewang Rabtan.
En 1739, l'Empereur Qing Qianlong signe un accord de paix qui sera conservé jusqu'à sa mort.
Galdan Tseren meurt en 1745.
Le Qurultay élit Tséwang Dordji Namgyal (Tsewang Dorji Namjil), son second fils, comme héritier du trône.